# Wilfried Kanon
Serge Wilfried Kanon (Taabo, 6 juli 1993) is een Ivoriaans voetballer die als centrale verdediger speelt. In januari 2023 verliet hij HIFK transfervrij waarna hij in juli 2023 aansloot bij het Koeweitse Al Jahra . Kanon debuteerde in 2015 in het Ivoriaans voetbalelftal.

## Clubcarrière
Kanon speelde in de jeugd bij Empoli FC in Italië voor hij in Roemenië zijn carrière aanvatte bij Gloria Bistrița. Zijn coach nam hem in de zomer van 2013 mee naar Corona Brașov, waar hij na enkele wedstrijden problemen kreeg met zijn werkvergunning. Begin september tekende hij voor twee seizoenen bij ADO Den Haag. Ook hier had hij problemen met zijn werkvergunning en vrijgave en na een half seizoen gemist te hebben werd hij in januari 2014 speelgerechtigd verklaard bij ADO. Op 25 januari 2014 debuteerde hij voor ADO Den Haag in het thuisduel tegen Feyenoord (3-2).
Kanon kreeg in juli 2015 een contract tot medio 2019 aangeboden bij Lille OSC, dat voor circa €500.000,-zijn nog twee jaar doorlopende contract bij ADO Den Haag zou afkopen. Hij zou hier opnieuw komen te spelen onder Hervé Renard, die bondscoach was van het Ivoriaans elftal waarmee Kanon in 2015 de Afrika Cup won. Lille zag van de transfer af nadat meerdere medische onderzoeken zorgen van de club over zijn fysieke gesteldheid niet wegnamen. Bij de medische testen kwamen hartritmestoornissen aan het licht. Kanon keerde terug naar Den Haag, waar hij een ingreep onderging in het ziekenhuis. Hij speelde 28 competitieduels in het seizoen 2016/17 en scoorde één keer. Dat was op de laatste speeldag tegen SBV Excelsior (4-1).
In september 2019 verruilde hij ADO Den Haag voor Pyramids FC. Op 1 februari 2021 werd hij voor voor zes maanden verhuurd aan Al-Gharafa uit Qatar.

## Clubstatistieken
| Seizoen | Club            | Competitie     | Wedstrijden | Doelpunten |
| ------- | --------------- | -------------- | ----------- | ---------- |
| 2012/13 | Gloria Bistrița | Liga 1         | 25          | 0          |
| 2013/14 | Corona Brasov   | Liga 1         | 5           | 0          |
| 2013/14 | ADO Den Haag    | Eredivisie     | 9           | 0          |
| 2014/15 | ADO Den Haag    | Eredivisie     | 15          | 0          |
| 2015/16 | ADO Den Haag    | Eredivisie     | 14          | 0          |
| 2016/17 | ADO Den Haag    | Eredivisie     | 28          | 1          |
| 2017/18 | ADO Den Haag    | Eredivisie     | 23          | 1          |
| 2018/19 | ADO Den Haag    | Eredivisie     | 30          | 1          |
| 2019/20 | ADO Den Haag    | Eredivisie     | 4           | 0          |
| 2019/20 | Pyramids FC     | Premier League | 6           | 0          |

Bijgewerkt op 7 december 2019

## Interlandcarrière
Kanon maakte op 11 januari 2015 zijn debuut in het Ivoriaans voetbalelftal in een oefeninterland tegen Nigeria (1–0 winst). Begin 2015 was hij met zijn land actief op het Afrikaans kampioenschap 2015, zijn eerste eindtoernooi. Hij speelde in zes wedstrijden, waaronder de halve finale tegen het voetbalelftal van Congo-Kinshasa (1–3 winst, doelpunt in de 63ste minuut) en de gewonnen finale tegen Ghana. Die eindstrijd, gespeeld op 8 februari, werd beslist na strafschoppen (9–8). Kanon was de achtste strafschopnemer van Ivoorkust en schoot raak. Hij behoorde ook tot de Ivoriaanse ploeg op het Afrikaans kampioenschap 2017 en het Afrikaans kampioenschap 2019.
| Interlands van Wilfried Kanon voor Ivoorkust | Interlands van Wilfried Kanon voor Ivoorkust | Interlands van Wilfried Kanon voor Ivoorkust | Interlands van Wilfried Kanon voor Ivoorkust | Interlands van Wilfried Kanon voor Ivoorkust | Interlands van Wilfried Kanon voor Ivoorkust |
| №                                            | Datum                                        | Wedstrijd                                    | Uitslag                                      | Competitie                                   | Goals                                        |
| -------------------------------------------- | -------------------------------------------- | -------------------------------------------- | -------------------------------------------- | -------------------------------------------- | -------------------------------------------- |
| 1                                            | 11.01.2015                                   | Nigeria – Ivoorkust                          | 0–1                                          | Vriendschappelijk                            |                                              |
| 2                                            | 15.01.2015                                   | Zweden – Ivoorkust                           | 2–0                                          | Vriendschappelijk                            |                                              |
| 3                                            | 01.02.2015                                   | Ivoorkust – Algerije                         | 3–1                                          | Africa Cup                                   |                                              |
| 4                                            | 04.02.2015                                   | Congo-Kinshasa – Ivoorkust                   | 1–3                                          | Africa Cup                                   | Goal                                         |
| 5                                            | 08.02.2015                                   | Ivoorkust – Ghana                            | 0–0                                          | Africa Cup                                   |                                              |
| 6                                            | 25.03.2016                                   | Ivoorkust – Soedan                           | 1–0                                          | Africa Cup-kwalificatie                      |                                              |
| 7                                            | 20.05.2016                                   | Hongarije – Ivoorkust                        | 0–0                                          | Vriendschappelijk                            |                                              |
| 8                                            | 08.10.2016                                   | Ivoorkust – Mali                             | 3–1                                          | WK-kwalificatie                              |                                              |
| 9                                            | 12.11.2016                                   | Marokko – Ivoorkust                          | 0–0                                          | WK-kwalificatie                              |                                              |
| 10                                           | 15.11.2016                                   | Frankrijk – Ivoorkust                        | 0–0                                          | Vriendschappelijk                            |                                              |
| 11                                           | 16.01.2017                                   | Ivoorkust – Togo                             | 0–0                                          | Africa Cup                                   |                                              |
| 12                                           | 20.01.2017                                   | Ivoorkust – Congo-Kinshasa                   | 2–2                                          | Africa Cup                                   |                                              |

## Erelijst
| Afrika Cup | 1x | 2015 |